# نصرت الله نجفي (مقاطعة فيروزآباد)
نصرت الله نجفي (بالإنجليزية: Mazraeh-ye Nasratollah Najafi)‏ هي human-geographic territorial entity تقع في فارس في إيران.